# Toundra côtière de l'île de Baffin
Localisation
La toundra côtière de l'île de Baffin (Baffin coastal tundra) est une écorégion terrestre nord-américaine du type toundra du World Wildlife Fund

## Répartition
La toundra côtière de l'île de Baffin est une petite écorégion localisée le long des côtes du centre-nord de l'île de Baffin.  

## Climat
La température annuelle moyenne est de -22,5⁰C.  La température estivale moyenne est de 1⁰C et la température hivernale moyenne est de -22,5⁰C.  Les précipitations annuelles oscillent entre 200 et 300mm.

## Caractéristiques biologiques
La végétation éparse et basse se compose de mousses, de saxifrage à feuilles opposées, de dryas, de saule arctique, de kobresia, de carex et de pavot arctique.  Les sites plus humides sont colonisés entre autres par le luzula, le juncus et la mousse.   

## Conservation
Cette écorégion est intacte[réf. souhaitée]. 